# Long Tall Sally
«Long Tall Sally» (с англ. — «Долговязая Салли») — песня американского певца Литла Ричарда 1956 года, ставшая его вторым хитом. Популярные версии песни также записали Элвис Пресли (1956) и The Beatles (1964), а также множество других исполнителей.

## Оригинальная версия Литла Ричарда
К началу 1956 года у Литла Ричарда был свой первый хит — «Tutti Frutti». Желая развить успех этого сингла, певец снова отправился в студию в Новом Орлеане в феврале 1956 года с продюсером Робертом Блэкуэллом и группой сопровождения Фэтса Домино. Первоначально песня называлась «The Thing», её текст был написан Энотрис Джонсон. Однако Литл Ричард и Блэкуэлл существенно переделали текст. Литл Ричард написал музыку и постарался достичь как можно быстрого ритма при записи песни в студии — по его признанию, «чтобы Пэту Буну было труднее её перепеть».
Когда сингл принесли на радио «Эн-би-си», цензор (отличавшийся консервативными взглядами), прокрутив пластинку несколько раз, отдал её постановщику радиошоу со словами: «Как я могу запрещать то, чего не могу разобрать?».
Сингл с песней занял 1-е место в американском хит-параде категории «ритм-н-блюз». Для Specialty Records «Long Tall Sally» стал самым продаваемым синглом.

### Список композиций сингла (SP 572)
1. (A) «Long Tall Sally» — 2:10
2. (Б) «Slippin' and Slidin'»

## Версия Элвиса Пресли
Пресли записал свою версию «Long Tall Sally» в начале сентября 1956 года. Песня была включена в альбом «Elvis», вышедший в октябре 1956 года на RCA Records. Пресли также исполнял песню на концертах в 1956 году и в 1970-е гг.

## Версия The Beatles
The Beatles исполняли «Long Tall Sally» ещё на своих ранних концертах в гамбургских клубах. Сохранилась запись выступления конца декабря 1962 года в клубе «Стар», на которой представлена «Long Tall Sally». Исполнение песни на радиопередаче «Pop Go The Beatles» 16 июля 1963 года позже вошло в сборник «Live at the BBC» (1994). Впервые же «Long Tall Sally» была формально записана
The Beatles 1 марта 1964 года и включена в качестве заглавной песни на мини-альбом «Long Tall Sally», вышедший в июне 1964 года.

## Другие версии
Песню также записывали Пэт Бун (1956), Эдди Кокран (1956), Ванда Джексон (1958), Карл Перкинс (1958), Джерри Ли Льюис (1964), The Kinks (1964; первый сингл группы), Cactus (1971), Molly Hatchet (1981), Scorpions (1978), Blind Guardian (1989) и другие. В 1989 году на рок-фестивале в Москве её исполнили Scorpions и Gorky park

## Дополнительные факты
- Песня Long Tall Sally звучит во время полёта на вертолёте в фильме «Хищник».
- Песня Long Tall Sally звучит на Радио Дельта в 1951 году в игре Mafia II.
- Песня Long Tall Sally звучит в фильме «Горячая жевательная резинка».
- Песня Long Tall Sally звучит в прологе игры Saints Row IV.
- Песня Long Tall Sally звучит в игре Far Cry 3: Blood Dragon во время полёта на вертолёте.
- Песня Long Tall Sally звучит во время погони в фильме «Красный скорпион».
- Отрывок из песни Long Tall Sally в исполнении Элвиса Пресли звучит в советском мультипликационном фильме режиссёра Фёдора Хитрука «История одного преступления» (1962).